# 朱之錫
朱之錫（1624年1月26日—1666年3月27日），字孟九，號梅麓，浙江義烏隴頭朱山頭下人。清初治河名臣。

## 生平
明天啟二年（1622年）十二月初七日生于北京。
清順治二年（1645年）舉乙酉科順天鄉試，順治三年（1646年）聯登二甲第八名進士，是清朝首科進士，由庶吉士授弘文院编修。纂修“六曹章奏”。顺治六年（1649年），充会试同考官。顺治十一年（1654年）春，升转为詹事府少詹事兼侍讀學士。顺治十一年七月（1654年），被拔擢為弘文院侍讀學士、吏部侍郎。顺治十二年（1655年）春，迁少詹事兼国史院侍讲学士。顺治十四年（1657年），吏部右侍郎兼弘文院学士，奉诏清理刑狱；同年，以兵部尚書兼河道總督，七月二十九日报任。清初朝廷投入大量資源治水，但因治理不力，奏效甚微。朱之錫驻节濟寧，北往临清，南至邳、宿，奔波于其间，暑不张伞盖，冬不穿皮袍，又立碑于道，严禁官吏虐待民工，人譽為河神。
順治十五年（1658年）二月初八，母病逝，順治頒旨奪情：“河道關係重大，卿以才望，特簡著即在任守制，不必回籍。”同年十月，河決山陽柴溝，建義、馬邏諸堤並溢。朱之錫馳赴清江浦築戧堤，塞決口。宿遷董家口為沙所淤，就舊渠迤東別開河四百丈通運道。
顺治十六年（1659年）十一月，朱之锡四上《哀恳归葬疏》，終於批准。由楊茂熏暫署河務。
顺治十七年（1660年）二月，护送母棺回义乌。帝下旨给金华知府孙丞承，前往祭葬，“以国典宣优，造坟安葬”。
順治十八年（1661年），加太子少保。
康熙元年（1662年），黄河又潰堤於原武（今原阳）、兰阳（今兰考）、祥符（今开封）及曹县石香炉，亲往河南境堵塞西阎寨、单家寨、时和驿、蔡家楼、策家寨诸口；同年，進階資政大夫。
康熙四年二月，上疏說：“南旺為運河之脊，北至臨清，南至台莊，四十馀閘，全賴啟閉得宜。瀕河春常少雨，伏秋雨多，東省久旱，山泉小者多枯，大者已弱。若官船經閘，應閉者強之使開，洩水下注，則重運之在上者阻；應開者強之使閉，留水待船，則重運之在下者又阻。乞飭各遵例禁。”得旨，非奉極要差遣，擅行啟閉者，準參奏。
康熙四年八月，又上疏稱：“部議停差北河、中河、南河、南旺、夏鎮、通惠諸分司，歸併地方官。臣維河勢變幻，工料紛繁，天時不齊，非水則旱，或綢繆幾先，或補葺事後，或張皇於風雨倉遽之際，或調劑於左右方圓之間。北河所轄三千馀裡，其間三十馀閘；中河所轄黃、運兩河，董口尤運道咽喉，清黃交接，濁流易灌；南河所轄在淮、黃、江、湖之間，相距窵遠；南旺、泉源三百馀處，近者或出道隅，遠者偏藏僻壤；夏鎮地屬兩省，鑿石通漕，形勢陡絕，節宣閘座，尤費經營；通惠浮沙易淺，峻水易衝，塞決之役，歲歲有之。若云歸併府佐，則職微權輕，上下掣肘。至於地方監司，責以終年累月奔馳駐守，揆之事勢，萬萬不能。分司與各道界壤迥不相同，應合而分：一閘座也，上流以為應閉，下流以為應開；一額夫也，在此則欲求多，在彼又復患少。不但紛競日多，必致牽制誤事。應請仍循舊制。”得到皇帝的批准。康熙五年（1666年）二月，因勞瘁過度，偶感風寒，卒於任上。噩耗傳開，兩河百姓，悲號隕涕。

## 评价
朱之錫操守廉潔，严禁部下贪污，治河十年，河库存银由10万余两增至46万余两。卒后家无余财，人称“朱大王”。《梅麓公行略》称：“其居官清介，一切耳目玩好，无所尚。惟藏书数百卷，被服如儒生，布衣蔬食，泊如也。其接物则一本于诚，喜愠不形，遇僚属如家人。凡所指授，必委曲详尽，娓娓不倦。”其作品由徐沁輯為《河防疏略》二十卷。乾隆四十五年，乾隆帝視察河工，封為“佑安助順永寧侯”。
直隸山東河南總督朱昌祚上疏言：“之錫治河十載，綢繆旱溢，則盡瘁昕宵；疏濬堤渠，則馳驅南北。受事之初，河庫貯銀十馀萬；頻年撙節，現今貯庫四十六萬有奇。覈其官守，可謂公忠。及至積勞攖疾，以河事孔亟，不敢請告。北往臨清，南至邳、宿，夙病日增，遂以不起。年止四十有四，未有子嗣。籥請恩卹，賜祭葬。”
徐、兗、淮、揚間頌之錫惠政，相傳死為河神。
康熙十二年，河道總督王光裕請錫封號，部議不行。
乾隆四十五年，乾隆帝南巡視河工，始允大學士阿桂等請，封助順永寧侯，春秋祠祭。嗣加號曰“佑安”，民稱之曰朱大王。

## 轶事
朱之錫曾上疏推薦崔維雅為開封南河同知。

## 家族
高祖之高祖之高祖之祖朱貫（千十一）、高祖之高祖之高祖之父朱兆（萬十一）、高祖之高祖之高祖朱寧（寧一）、高祖之高祖之曾祖朱謨（貴一）、高祖之高祖之本生曾祖朱訏（貴二）、高祖之高祖之祖朱銘（永一）、高祖之高祖之父朱圓（連二）、高祖之高祖朱肇（紹九，字本初，號梅隴，又號歸農，建文元年己卯科舉人，永樂元年授戶科給事中）、高祖之曾祖朱大猷（達十六，贈永福縣知縣）、高祖之祖朱勤（祿十一）、高祖之父（禎三）、高祖（祥十）、曾祖朱秀（祐三十一）、祖朱大勤（禧十九）、父朱三鳳（裕三十九），母沈氏。朱三鳳經商致富，後家道中落，沈氏“脱簪珥形以資脩脯”。

## 延伸阅读
[在维基数据编辑]
 《清史稿·卷279》，出自趙爾巽《清史稿》